# 国際連合安全保障理事会決議203
国際連合安全保障理事会決議203（こくさいれんごうあんぜんほしょうりじかいけつぎ203、英: United Nations Security Council Resolution 203）は、1965年5月14日に国際連合安全保障理事会で採択された決議である。ドミニカ内戦に関係する。
安保理は、情勢の不安定さが増し、内戦と外国による侵攻の可能性が高まりつつあることを受けて、厳格な停戦を要求し、ウ・タント国際連合事務総長に対して、代表使節団をドミニカ共和国に派遣し、現地の状況について報告するように要請した。